# Michael Phair
Michael Albert Phair (sinh tháng 8 năm 1950) là một chính khách người Canada, từng phục vụ trong Hội đồng thành phố Edmonton từ năm 1992 đến năm 2007. Ông là chính khách được bầu chọn !đồng tính công khai đầu tiên ở tỉnh Alberta, cũng như một trong những quan chức bầu cử đồng tính công khai sớm nhất ở bất cứ đâu tại Canada.
Năm 1981, Phair là một trong 56 người đàn ông bị Sở cảnh sát thành phố Edmonton bắt giữ trong một cuộc đột kích của đơn vị kiểm soát đạo đức trên Pisces Health Spa, một nhà tắm dành cho người đồng tính. Ông đã bị xóa phí.
Sau khi nghỉ hưu từ chính trị được bầu, Phair đã tiếp tục hoạt động tích cực trong cộng đồng, bao gồm cả tư cách là thành viên hội đồng quản trị của Edmonton Pride.
Ông Phair là giáo sư phụ trợ của Viện Nghiên cứu và Dịch vụ Dân tộc thiểu số (iSMSS) thuộc Khoa Giáo dục tại Đại học Alberta.
Vào tháng 6 năm 2015, Hội đồng quản trị trường công lập Edmonton đã vinh danh Phair bằng cách đặt tên cho một trường học sau khi ông trích dẫn công việc của mình với HIV Edmonton và Edmonton Homeward Trust. Trường sẽ phục vụ học sinh từ lớp 7 đến lớp 9 với sức chứa khoảng 900 học sinh. Trường mở cửa vào năm 2017 tại khu phố Webber Greens.
Vào ngày 25 tháng 2 năm 2016, Phair được bầu làm Chủ tịch Hội đồng Thống đốc của Đại học Alberta. Vào ngày 16 tháng 8 năm 2019, Phair đã được chính phủ UCP thay thế bằng việc bổ nhiệm Kate Chisholm.